# Serie B 1900-1901
La Serie B 1900-1901 è stata la 3ª edizione della seconda divisione del campionato svizzero di calcio e vide la vittoria finale del Fortuna Basilea.

## Stagione

### Formula
Le dieci squadre partecipanti vennero suddivise in due gironi geografici e si affrontarono in un girone all'italiana. 

Le squadre vincitrici del rispettivo girone si qualificarono successivamente per la finale per contendersi il titolo.

## Squadre partecipanti
| Club              | Città             |
| ----------------- | ----------------- |
| Baden             | Baden             |
| Bienne            | Bienne            |
| Fortuna Basilea   | Basilea           |
| Grasshoppers II   | Zurigo            |
| La Chaux-de-Fonds | La Chaux-de-Fonds |
| Neuchâtel II      | Neuchâtel         |
| Servette II       | Ginevra           |
| Winterthur        | Winterthur        |
| Young Boys        | Berna             |
| Zurigo            | Zurigo            |

## Torneo

### Girone Est

#### Classifica finale
|  | Pos. | Squadra         | Pt | G | V | N | P | GF | GS | DR  |
|  | ---- | --------------- | -- | - | - | - | - | -- | -- | --- |
|  | 1.   | Fortuna Basilea | 12 | 8 | 6 | 0 | 2 | 29 | 18 | +11 |
|  | 2.   | Zurigo II       | 10 | 8 | 5 | 0 | 3 | 26 | 16 | +10 |
|  | 3.   | Winterthur      | 10 | 8 | 5 | 0 | 3 | 19 | 11 | +8  |
|  | 4.   | Grasshoppers II | 8  | 8 | 4 | 0 | 4 | 23 | 18 | +5  |
|  | 5.   | Baden           | 0  | 8 | 0 | 0 | 8 | 3  | 32 | -14 |

Legenda:
      Qualificato alla finale.
Note:
Due punti a vittoria, uno a pareggio, zero a sconfitta.

### Girone Ovest

#### Classifica finale
|  | Pos. | Squadra           | Pt | G | V | N | P | GF | GS | DR  |
|  | ---- | ----------------- | -- | - | - | - | - | -- | -- | --- |
|  | 1.   | Young Boys        | 14 | 8 | 7 | 0 | 1 | 39 | 14 | +25 |
|  | 2.   | Bienne            | 11 | 8 | 5 | 1 | 2 | 26 | 16 | +10 |
|  | 3.   | La Chaux-de-Fonds | 10 | 8 | 5 | 0 | 3 | 17 | 20 | -3  |
|  | 4.   | Neuchâtel II      | 4  | 8 | 1 | 2 | 5 | 6  | 13 | -7  |
|  | 5.   | Servette II       | 1  | 8 | 0 | 1 | 7 | 4  | 26 | -22 |

Legenda:
      Qualificato alla finale.
Note:
Due punti a vittoria, uno a pareggio, zero a sconfitta.

### Finale
| Aarau 14 aprile 1901 | Fortuna Basilea | 3 – 2 | Young Boys |  |

## Verdetto finale
- Fortuna Basilea campione di Serie B 1900-1901.